# Resolução 147 do Conselho de Segurança das Nações Unidas
Resolução 147 do Conselho de Segurança das Nações Unidas, foi aprovada em 23 de agosto de 1960, após análise do pedido da República do Daomé (atual Benim) para ser membro da Organização das Nações Unidas, o Conselho recomendou à Assembleia Geral que a República do Daomé deve ser admitido.
Foi aprovada por unanimidade.